# Vrh, Loška dolina
Vrh je naselje v Občini Loška dolina.